# Rahasaari (ö i Södra Savolax)
Rahasaari är en ö i Finland. Den ligger i sjön Haukivesi och i kommunerna Rantasalmi och Heinävesi och landskapet Södra Savolax, i den sydöstra delen av landet, 280 km nordost om huvudstaden Helsingfors. Öns area är 0,8 hektar och dess största längd är 170 meter i sydöst-nordvästlig riktning.